# Desmatippus

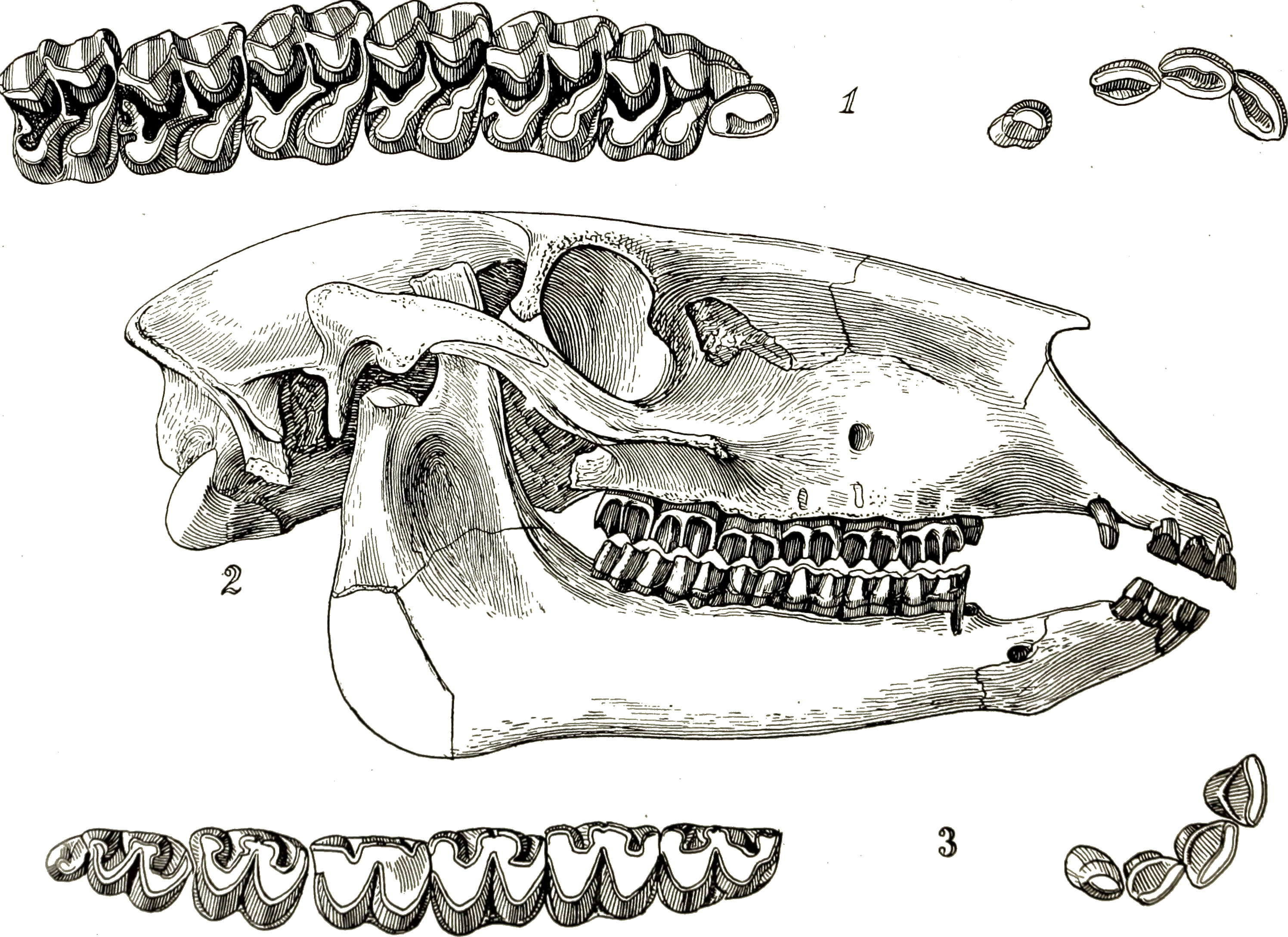
Desmatippus nebrascensis

Desmatippus — викопний трипалий представник ряду непарнокопитних. Він мешкав на території сучасної Північної Америки в період міоцену (приблизно 23–5 млн років тому). Desmatippus був заввишки 60 см, а вага його була 20 кг.